# Bernard Clouet
Bernard Georges Charles Clouet (* 18. Februar 1895 in La Goulafrière; † 4. Juli 1947 in Le Sap) war ein französischer Autorennfahrer.

## Karriere als Rennfahrer
Bernard Clouet war 1933 beim 24-Stunden-Rennen von Le Mans am Start. Gemeinsam mit dem Fahrzeugeigner Lucien Buquet fuhr er einen Amilcar CO Spéciale Martin, der nach einem Leck im Kühler ausfiel. 

## Statistik

### Le-Mans-Ergebnisse
| Jahr | Team          | Fahrzeug                   | Teamkollege   | Platzierung | Ausfallgrund   |
| ---- | ------------- | -------------------------- | ------------- | ----------- | -------------- |
| 1933 | Lucien Buquet | Amilcar CO Spéciale Martin | Lucien Buquet | Ausfall     | Leck im Kühler |